# Dalila Puzzovio
Pour les articles homonymes, voir Puzzovio.
Dalila Puzzovio, née le 1er janvier 1943 à Buenos Aires (Argentine), est une artiste plasticienne argentine active dans les années 1960. Elle est également créatrice de mode.
Elle travaille dans les formes d'art de la pop, du happening et de l'art conceptuel,.
Sa créativité artistique est reconnue par Graciela Melgarejo comme ayant ouvert la voie aux artistes argentins ultérieurs et a grandement influencé le travail qu'ils ont produit.

## Biographie
Avec les encouragements de ses parents, la carrière de Dalila Puzzovio se développe dès l'âge de 12 ans.
Dans les années 1960, elle partage le mouvement pop avec notamment Charlie Squirru, Rubén Santantonín et Marta Minujín. Bien qu'il n'y ait aucune documentation sur son éducation formelle, sa vocation artistique se développe sous le mentorat de deux artistes : le surréaliste Juan Batlle Planas et l'artiste conceptuel Jaime Davidovich (en). Elle étudie sous leur aile jusqu'en 1961, date à laquelle elle expose pour la première fois ses peintures à la Galeria Lirolay de sa ville natale, Buenos Aires. Deux ans plus tard, elle présente sa deuxième exposition, Cascaras, qu'elle développe et dont l'artiste française Germaine Derbecq est le commissaire. En 1964, elle fait partie d'un groupe sélectionné d'une trentaine d'artistes pour participer au New Art of Argentina, organisé par le Walker Art Center de Minneapolis en collaboration avec l'Instituto Torcuato Di Tella de Buenos Aires.
Comme de nombreux artistes pop de l'époque, tels que Delia Cancela et Eduardo Costa, Dalila Puzzovio mélange son intérêt pour l'art avec celui de la mode. Son travail dans cette catégorie conduit à la création de Dalila Doble Plataforma. Jusqu'en 1985, elle se concentrée sur son développement en tant que créatrice de mode en fabriquant des costumes pour le cinéma et le théâtre et en travaillant directement dans l'industrie de la mode.
Depuis les années 1980, Puzzovio expérimente un éventail de catégories artistiques. Au cours des années 1980 et 1990, ses conseils artistiques sont utilisés pour créer plusieurs conceptions intérieures et architecturales. Jusqu'au début des années 1990, elle contribue également à des magazines populaires tels que Vogue, où elle accompli des tâches en tant qu'écrivain, éditrice et illustratrice. De 1998 à nos jours, ses œuvres consistent principalement en des collages photographiques numériques, parmi les plus remarquables, son travail Hibridos.
Elle travaille et réside à Buenos Aires, en Argentine.

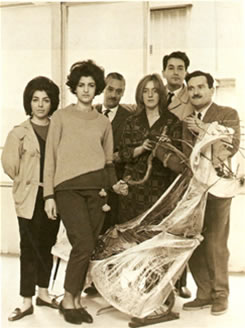
Dalila Puzzovio en 1962 avec sa pièce La Novia Abandonada.

Depuis 1967, elle est en couple avec le plasticien argentin membre de la « génération dorée » de l'Instituto Di Tella, Charlie Squirru, né à Buenos Aires en 1934 et mort en 2022,.